# Condado de Pinal
El condado de Pinal es uno de los 15 condados del Estado estadounidense de Arizona. La sede del condado es Florence, y su mayor ciudad es Florence. El condado posee un área de 13 919 km² (los cuales 12 km² están cubiertos por agua), la población de 179 727 habitantes, y la densidad de población es de 12 hab/km² (según censo nacional de 2000). Este condado fue fundado en 1875.